# Grupo Desportivo Estoril Praia 2012-2013

## Rosa
| N. |                                | Ruolo | Calciatore       |
| -- | ------------------------------ | ----- | ---------------- |
| 1  | Brasile (bandiera)             | P     | Vagner           |
| 3  | Brasile (bandiera)             | D     | Bruno Nascimento |
| 4  | Brasile (bandiera)             | D     | Jefferson        |
| 5  | Brasile (bandiera)             | D     | Ânderson Luís    |
| 6  | Portogallo (bandiera)          | D     | Tiago Gomes      |
| 7  | Brasile (bandiera)             | C     | Elizeu           |
| 8  | Portogallo (bandiera)          | A     | João Paulo       |
| 9  | São Tomé e Príncipe (bandiera) | A     | Luís Leal        |
| 10 | Guinea-Bissau (bandiera)       | A     | Gerso            |
| 11 | Brasile (bandiera)             | A     | Pedro Henrique   |
| 12 | Portogallo (bandiera)          | D     | Mano             |
| 13 | Portogallo (bandiera)          | C     | Gonçalo Santos   |
| 14 | Portogallo (bandiera)          | D     | João Pedro       |
| 15 | Brasile (bandiera)             | C     | Evandro Goebel   |

| N. |                        | Ruolo | Calciatore     |
| -- | ---------------------- | ----- | -------------- |
| 18 | Belgio (bandiera)      | P     | Mario Matos    |
| 19 | Portogallo (bandiera)  | D     | Steven Vitória |
| 20 | Portogallo (bandiera)  | C     | Hugo Leal      |
| 22 | Brasile (bandiera)     | P     | Renan          |
| 23 | Portogallo (bandiera)  | C     | João Coimbra   |
| 27 | Portogallo (bandiera)  | D     | Bruno Miguel   |
| 30 | Brasile (bandiera)     | C     | Carlos Eduardo |
| 31 | Portogallo (bandiera)  | A     | Diogo Tavares  |
| 45 | Brasile (bandiera)     | A     | Dieguinho      |
| 77 | Stati Uniti (bandiera) | A     | Tony Taylor    |
| 88 | Portogallo (bandiera)  | A     | Licá           |
| 90 | Portogallo (bandiera)  | C     | Diogo Amado    |
|    | Francia (bandiera)     | A     | Frédéric Mendy |